# 极速前进加拿大版4
《极速前进加拿大版4》是加拿大第四季以美國真人秀節目《极速前进》為藍本的加拿大版本。节目内容为多队由两位本身有关系的加拿大人所组成的参赛队伍，游历不同地方，并完成不同任务之淘汰赛，以争夺最终冠军，冠军奖励为25万加元，由新赞助商Hotels.com提供酒店住宿的两人“一生一次”世界之旅，每人任选一辆在比赛期间驾驶的任何雪佛兰车辆。节目还是由加拿大運動員莊拿芬·蒙哥馬利主持。
本季节目在2016年6月28日播出。情侣Steph LeClair和Kristen McKenzie夺得冠军。她们是极速前进加拿大版第一个全女性队伍冠军和所有版本极速前进中第一队女同性戀冠军。她们选择了第一赛段的Silverado卡车作为奖品。

## 制作

### 发展和拍摄
2015年9月21日，CTV宣布节目续订第四季。

### 参赛人选
2015年9月23日开始参赛申请，与前三季一样，使用在线网站提交申请视频。2015年11月23日停止申请。参赛人选包括女演员和第一个获得Mrs. Universe冠军的加拿大原住民女性Ashley Callingbull-Burnham和加拿大版老大哥1房客Jillian MacLaughlin和Emmett Blois，他们分别获得冠军和第三。Lowell Taylor是第一位参加极速前进各版本节目的視力障礙者。

### 赞助
加拿大航空和加拿大石油公司停止了赞助。加拿大通用汽车雪佛兰、滿地可銀行 (BMO)、萬樂珠继续赞助本季节目。本季的新赞助商是Hotels.com和Mountain Equipment Co-op。

## 比赛结果
| 隊伍               | 關係          | 分段比賽成績 | 分段比賽成績 | 分段比賽成績 | 分段比賽成績 | 分段比賽成績 | 分段比賽成績 | 分段比賽成績 | 分段比賽成績 | 分段比賽成績 | 分段比賽成績 | 分段比賽成績 | 路障完成情况          |
| 隊伍               | 關係          | 1            | 2            | 3            | 4            | 51           | 6            | 7ε           | 8+           | 9            | 10+          | 111          | 路障完成情况          |
| ------------------ | ------------- | ------------ | ------------ | ------------ | ------------ | ------------ | ------------ | ------------ | ------------ | ------------ | ------------ | ------------ | --------------------- |
| Steph & Kristen    | 约会中        | 2nd          | 6th          | 2nd          | 2nd          | 1st          | 1st          | 1st⊃         | 3rd          | 2nd⊃         | 1st          | 1st          | Steph 7, Kristen 6    |
| Jillian & Emmett   | 前情侣        | 1st          | 1st          | 4th4         | 7th          | 2nd          | 2nd          | 4th⊃ ⋑       | 1st          | 1st⋑         | 3rd          | 2nd          | Jillian 6, Emmett 7   |
| Joel & Ashley      | 父女          | 4th          | 4th          | 1st4         | 5th          | 4th          | 6th          | 3rd⋑         | 2nd          | 4th⊃         | 2nd          | 3rd          | Joel 7, Ashley 6      |
| Frankie & Amy      | 母女          | 6th3         | 3rd          | 5th          | 4th          | 3rd          | 5thə6        | 5th          | 4th–         | 3rd          | 4th–         |              | Frankie 5, Amy 6      |
| Rita & Yvette      | 双胞胎姐妹    | 7th3         | 8th          | 6th4         | 3rd          | 5th          | 4th          | 2nd          | 5th          | 5th⋑         |              |              | Rita 5, Yvette 5      |
| Julie & Lowell     | 夫妻          | 5th3         | 7th          | 7th          | 6th          | 6th          | 3rd          | 6th          |              |              |              |              | Julie 5, Lowell 4     |
| Kelly & Kate       | 好友          | 9th2         | 9th          | 3rd          | 1st          | 7th          |              |              |              |              |              |              | Kelly 4, Kate 3       |
| Anne & Tanya       | 好友/单身母亲 | 8th3         | 5th          | 8th4         | 8th          |              |              |              |              |              |              |              | Anne 3, Tanya 2       |
| Stéphane & Antoine | 父子          | 3rd          | 2nd          | 9th5         |              |              |              |              |              |              |              |              | Stéphane 2, Antoine 2 |
| Anthony & Brandon  | 好友          | 10th2        |              |              |              |              |              |              |              |              |              |              | Anthony 1, Brandon 1  |

- 紅：該隊已被淘汰。
- 下線藍：該隊最後抵達非淘汰中繼站而被待定淘汰，在下一賽段將面臨減速障礙（Speed bump）。
- 紫ε：该隊使用「迅速通關卡」（Express pass）。如果在分段比賽數字旁，表示擁有第一張「迅速通關卡」（Express pass）的隊伍被淘汰。桃紅 ə：该隊之前被給予第二張「迅速通關卡」（Express pass），並在此分段比賽中使用。
- 带有下划线的賽程號碼：該賽段提示站並無設強制休息時段，隊伍被指示立即進入下一賽段繼續比賽，而本賽段的首名隊伍照常獲賽段獎項。
- 棕⊃或青⋑：該隊為兩隊中，使用「雙重迴轉」（Double U-turn）之其中一隊隊伍；⊂或⋐是被指定迴轉的队伍。
- 橙+：代表该赛段设有对战任务；橙-：表示该队输于对战任务，将在对战任务结束后在对战任务当地接受罚时。

1. ^ 该赛段有两个路障，没有绕道。没有参加第一个路障的队员必须完成第二个。
2. ^  Kelly & Kate 和 Anthony & Brandon原本分别为第三名和第四名抵达中继站的队伍，但两队因未能完成第一个路障而受到4小时的延时处罚。Kelly & Kate降到第九名，而Anthony & Brandon降到最后一名被淘汰。
3. ^  尽管Lowell，Amy，Yvette和Anne选择进行第一个路障（路障计数反映），但由于天气条件的变化而中止，不得不在等待完成路障的时间后接收下一条线索。
4. ^  Joel & Ashley，Jillian & Emmett，Rita & Yvette和Anne & Tanya原本分别为第一名，第三名，第五名和第七名抵达中继站的队伍，但因违犯提示所述水上市场购物任务后没有乘坐公共渡轮而是水上出租而被罚30分钟。Joel & Ashley的名次没有受影响。由于Jillian & Emmett罚时过程中Kelly & Kate到达中继站，名次跌至第四名。由于Rita & Yvette罚时过程中Frankie & Amy到达中继站，名次跌至第六名。由于Anne & Tanya罚时过程中Julie & Lowell到达中继站，名次跌至第八名。
5. ^  Stéphane & Antoine到达时Anne & Tanya仍在30分钟罚时过程中，但因为他们没有完成路障导致4小时罚时，因此Stéphane & Antoine被淘汰。
6. ^  Frankie & Amy 使用Steph & Kristen提供的迅速通關卡通过第六赛段的路障。在这之前，Amy选择完成路障，因此包含在完成路障总数中。

## 赛段奖励
個人獎項颁發给每赛段的冠軍隊伍。所有旅程都是由Hotels.com提供。
- 第1段 - 到英国伦敦的雙人旅游
- 第2段 - 到法国巴黎的雙人旅游
- 第3段 - 到日本东京的雙人旅游
- 第4段 - 到美国加利福尼亚州洛杉矶的雙人旅游
- 第5段 - 到美国纽约州纽约的雙人旅游
- 第6段 - 到印度德里的雙人旅游
- 第7段 - 到意大利罗马的雙人旅游
- 第8段 - 到墨西哥坎昆的雙人旅游
- 第9段 - 到墨西哥墨西哥城的雙人旅游
  - 青少年驾驶员系统报告挑战 - 雪佛兰提供的5,000元奖金。获得者为 Jillian & Emmett 和 Frankie & Amy 。
- 第10段 - 到澳大利亚悉尼的雙人旅游
- 第11段 - 25万加元，由新赞助商Hotels.com提供酒店住宿的两人“一生一次”世界之旅，每人任选一辆在比赛期间驾驶的任何雪佛兰车辆。

## 每集标题语录
每集标题通常引用自参加者说过的话。
1. "Who's Ready to Let It All Hang Out?" – 贾斯帕空中缆车的路障线索
2. "Deal, Guys? Deal! Deal!" – Jillian
3. "Toads! Are You Kidding Me?" – Kate
4. "Shine Your Light" – 绕道任务"V-Pop"中演唱的歌曲名称
5. "The Little Blind Tugboat That Could" – Julie
6. "Am I Actually Operating the Plane?" – Steph
7. "I Could Be Prime Minister" – Kristen
8. "I Just Wanna Win" – Steph
9. "For Those About to Rock" – Joel
10. "We're Doing It Wrong! We're In Big Trouble" – Jillian
11. "Second Place Isn't Good Enough" – Ashley

## 比赛摘要

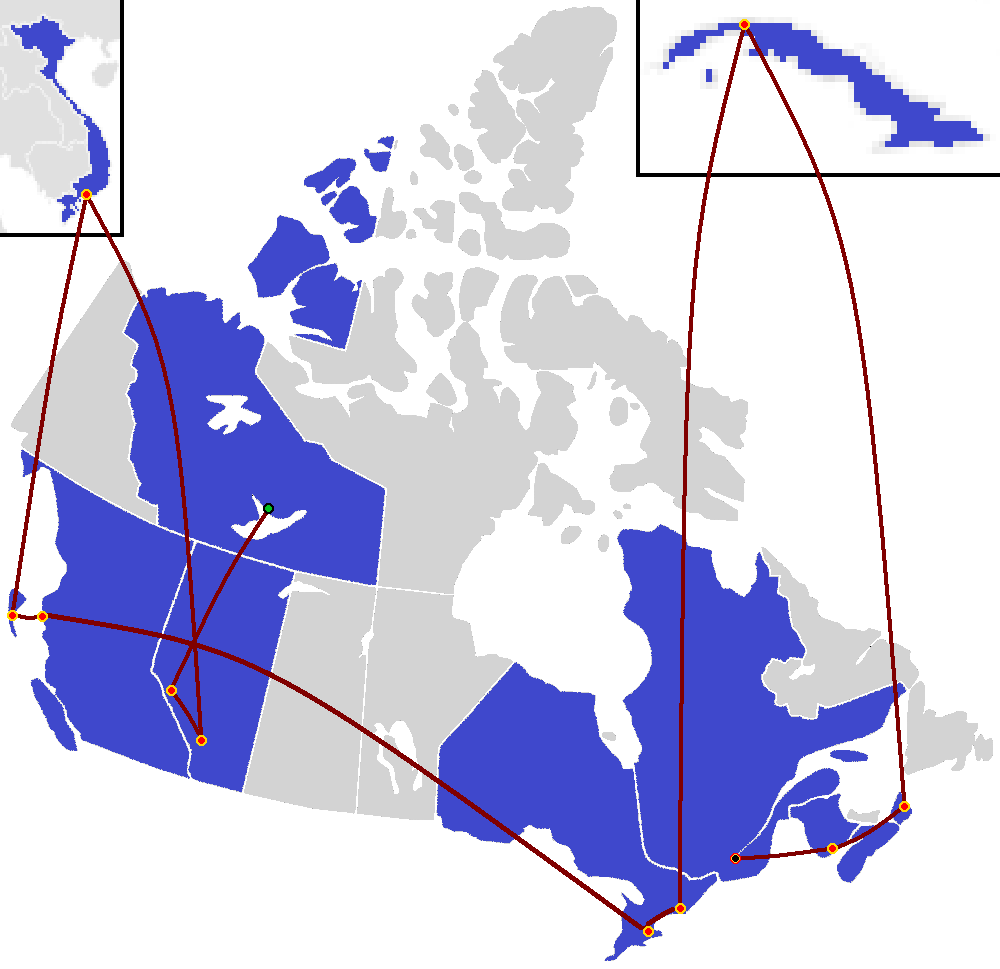
第四季路线图

### 第一段（西北地区 → 艾伯塔省）

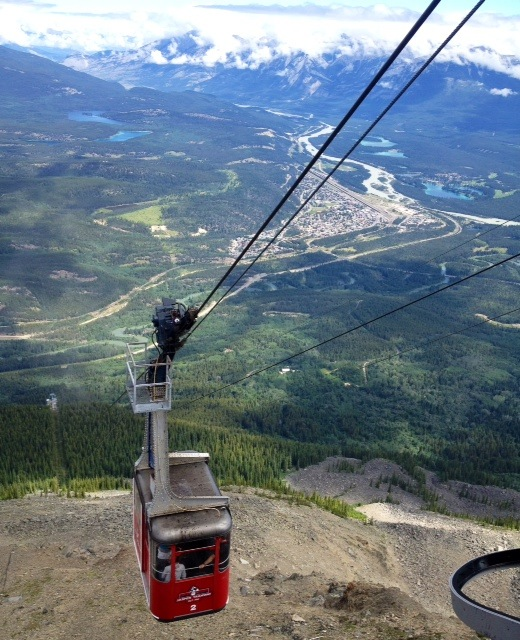
比赛的第一个路障Jasper Skytram

播放日期：2016年6月28日
- 加拿大 西北地区 黃刀鎮（镜框湖（英语：Frame Lake））（起点线）
- 黃刀鎮（西北地区立法议会（英语：Northwest Territories Legislative Building））
- 黃刀鎮（黄刀镇机场（英语：Yellowknife Airport）） 到 艾伯塔省 埃德蒙顿（英语：Edmonton Capital Region）（埃德蒙顿国际机场）
- 埃德蒙顿（埃德蒙顿国际机场） 到 贾斯珀（贾斯珀火车站（英语：Jasper railway station））
- 贾斯珀 （贾斯珀空中缆车（英语：Jasper Skytram））
- 賈斯珀國家公園 （阿萨巴斯卡河）
- 賈斯珀國家公園（双谷峡谷）
- 賈斯珀國家公園 （金字塔湖（英语：Pyramid Lake (Alberta)） – 金字塔岛）

比赛的第一个路障任务，各队每三人一组搭乘贾斯珀空中缆车上山，当他们到达中点且处于森林正上方的时候，缆车将会停止。选择路障的队员将爬出车厢到梯子上，通过立體格子鐵架爬到车厢另一端的梯子上找到另一个线索。没有拿到线索的队员将在队伍最后等待下一次机会（约一个小时）。
赛段的第二个路障任务，各队开车到双谷峡谷中。未完成上个路障的队员，现在要速降到峡谷底部，然后步行探索峡谷，到达加拿大公园管理局河谷的桥上得到一个信标器，以便找到峡谷中藏有线索的三个箱子中的一个。 
附加任务
- 队员从起点线跑到威尔斯王子北部遗产中心，在他们的行李顶部找到他们的第一条线索。
- 在西北地区立法议会，队员必须找到一个木牌，上面有Weledeh语的短语，这是当地第一民族的方言：“hotìa dechı̨nta k’èahdè”（“安全出行穿越这片土地”）。然后，他们必须从附近的森林里树上挂着的几百块翻译木牌中寻找相应的英语翻译，从而得到这句短语的正确英语。然后，他们必须用英语把这个短语背诵给具有土著语言专长的老人，以获得他们的下一条线索，该线索还包含一个可以作为其他赛段比赛资金来源的BMO信用卡。
- 抵达埃德蒙顿国际机场后，队员登上了前往贾斯珀的大巴。在贾斯珀火车站（英语：Jasper railway station），他们会选择一辆雪佛兰科罗拉多“Z71”皮卡作为其余部分的交通工具。
- 第一个路障任务获得线索之后，队员沿着阿萨巴斯卡河划船，找到海岸线上的第二个路障线索。

### 第二段 （艾伯塔省）

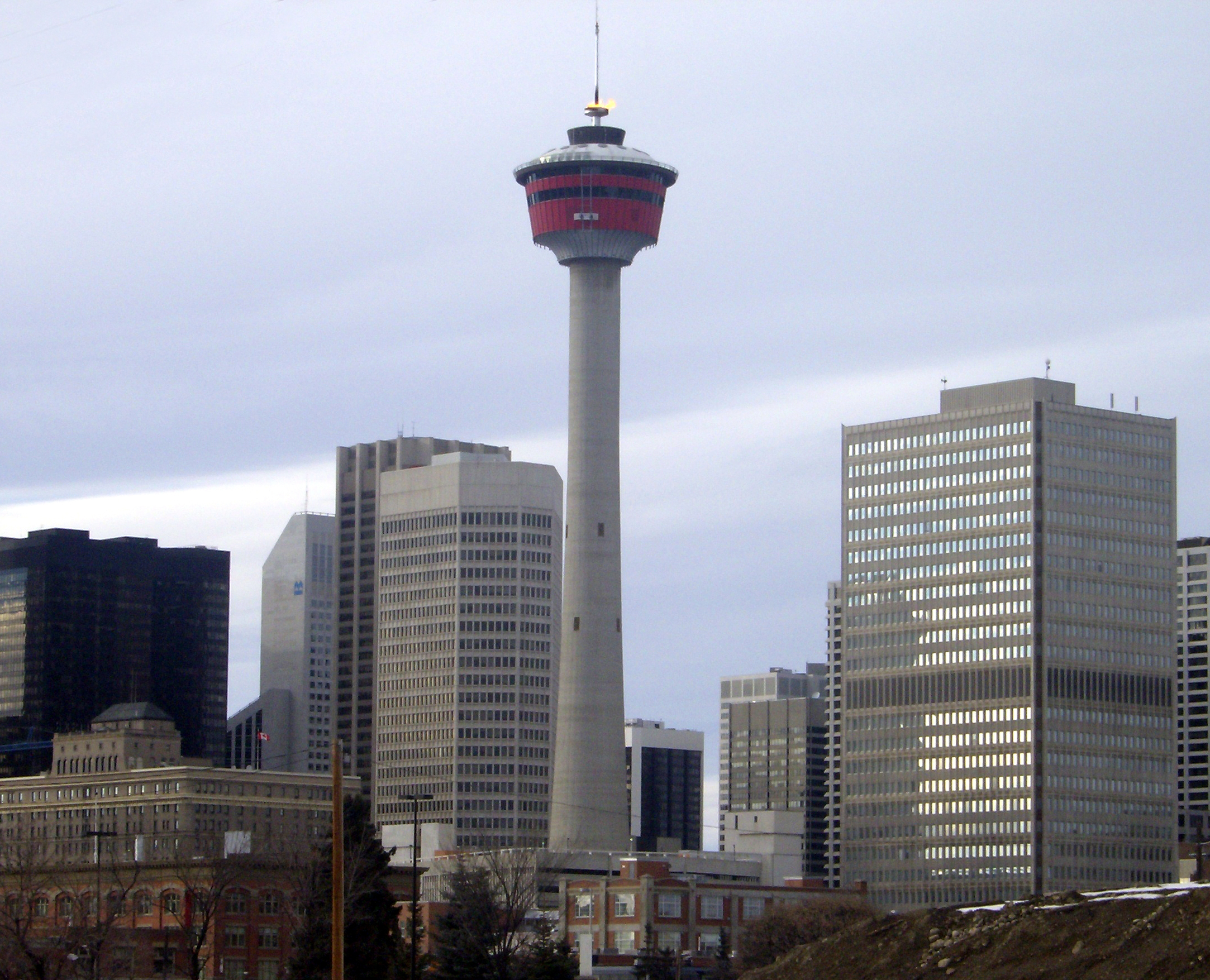
在卡尔加里的路障是一名队员从Calgary Tower下降到地面

播放日期：2016年7月5日
- 贾斯珀 （贾斯珀公园信息中心（英语：Jasper Park Information Centre））
- 贾斯珀（贾斯珀公园信息中心） 到 卡尔加里 （市中心（英语：Downtown Calgary） – 市政厅（英语：Calgary City Hall））
- 卡尔加里（市中心 – The Bow（英语：The Bow (skyscraper)） （Wonderland））
- 卡尔加里（市中心 – 卡尔加里塔（英语：Calgary Tower））
- 卡尔加里 （麦克杜格尔中心 （页面存档备份，存于） 或者 哈雷霍奇基斯花园 （页面存档备份，存于） 或者 世纪花园 （页面存档备份，存于） – Beatnik Bus）
  - 卡尔加里 （南航工业区 – 加拿大男孩黑胶唱片公司）
- 卡尔加里 （英格尔伍德（英语：Inglewood, Calgary） – Bow Habitat Station（山姆·利文斯顿鱼苗孵化场）） 或者 （梅兰高地（英语：Mayland Heights, Calgary） – 南阿尔伯塔理工学院（英语：Southern Alberta Institute of Technology）（梅兰高地校区））
- 卡尔加里 （东村（英语：Downtown East Village, Calgary） – 国家音乐中心（英语：National Music Centre） （贝尔工作室 （页面存档备份，存于））

所有队伍都从贾斯珀公园信息中心开始这段比赛。第一个路障中一名队员需要到达卡尔加里塔顶端，然后穿上保护绳从伸展台下降到街道上。塔的吉祥物将给他们下一个线索。
第一个绕道任务是Swim或者Sim中选择一个。在Swim中，队员将前往山姆·利文斯顿鱼苗孵化场，在那里他们需要使用鱼拦网将一群鱒魚限制在一个狭窄的区域，然后把鱼全部捞到笼子里就可以得到下一个线索。在Sim中，队员将前往南阿尔伯塔理工学院梅兰高地校区找到高级模拟实验室在没有指导的情况下学习如何操作起重机模拟施工现场将重物按照一定路线移动而不碰到障碍，如果两名队员加起来在6分钟以内成功完成任务，就将得到下一个线索。
附加任务
- 在贾斯珀公园信息中心，队员需要登记3辆巴士前往卡尔加里。
- 抵达卡尔加里市政厅后，卡尔加里市长在此迎接，市长会给他们一幅雕塑的照片。 他们必须弄清楚这个雕塑的位置，从而找到路障的线索。
- 路障任务后，队员需要使用用当地人的手机，通过社交网络账户寻找移动的唱片巴士Beatnik Bus。巴士在市区3个地点：麦克杜格尔中心，哈雷霍奇基斯花园和世纪花园每个停留10分钟。 一旦队员们找到巴士并完整听完一首歌就会得到下一个线索。
  - 路障任务后，队员也可以选择挑战得到两张迅速通关卡。他们将前往加拿大男孩黑胶唱片公司，在那里他们需要在13个黑膠唱片箱子中找到迅速通关卡，同时要把唱片放入专辑封套。Steph＆Kristen成功找到了迅速通关卡。

### 第三段 （艾伯塔省 → 越南）

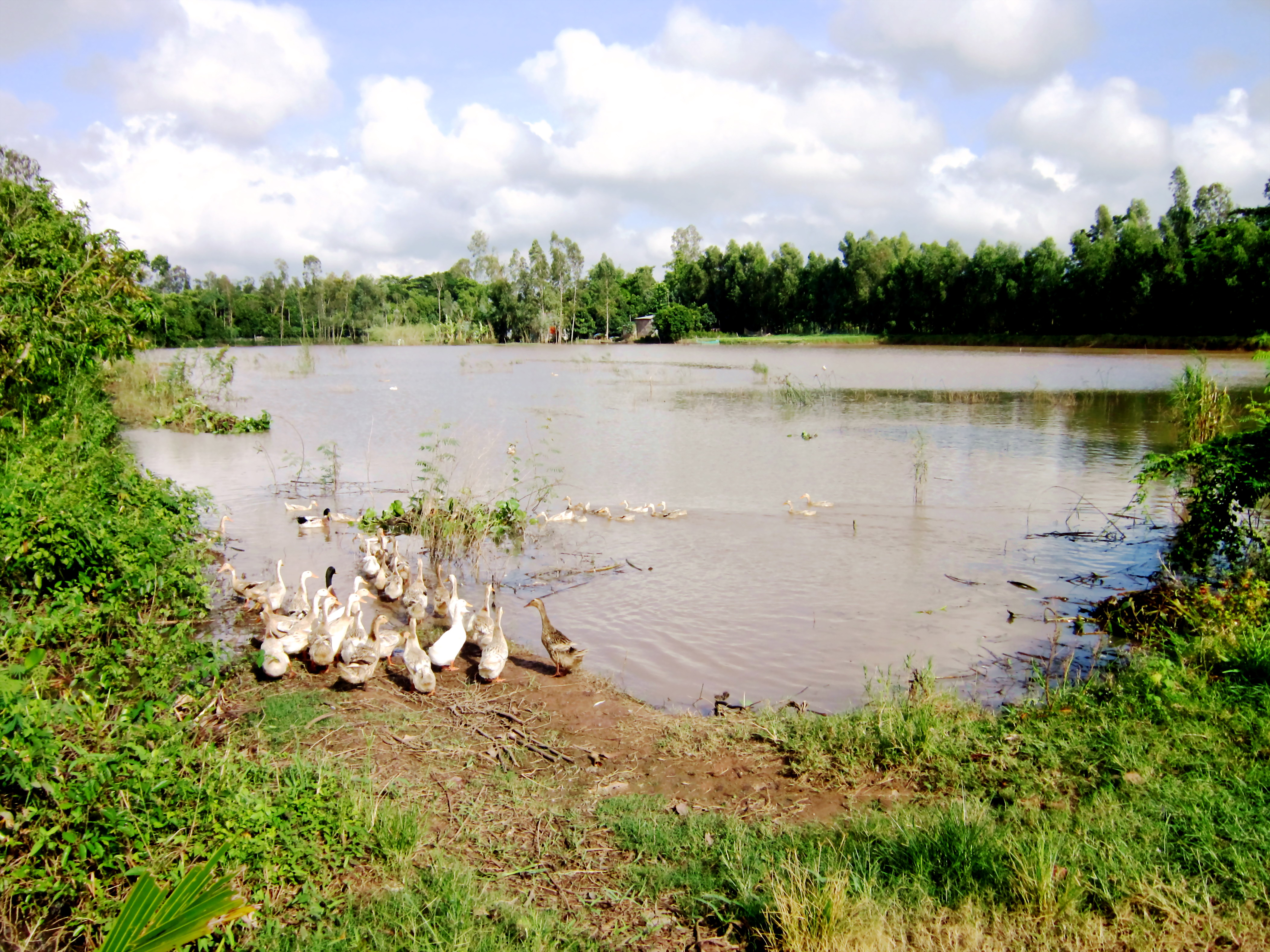
在越南湄公河三角洲丐𦨭县，队员参与了涉及鸭子的路障

播放日期: 2016年7月12日
- 卡尔加里 （Sunnyside（英语：Sunnyside, Calgary） – 和平桥（英语：Peace Bridge (Calgary)））
- 卡尔加里 （卡尔加里国际机场） 到 越南 胡志明市（新山一國際機場）
- 湄公河三角洲前江省丐𦨭县（旅游码头）（过夜休息）
- 丐𦨭县（旅游码头） 到 该礼县 （丐𦨭水上市场）
- 谭蓬岛（谭蓬渡轮码头） 到 丐𦨭县（丐𦨭旅游码头）
- 谭福（英语：Tam Phước）
- 丐𦨭县 （丐𦨭陆地市场）
- 丐𦨭县（湄公河三角洲运河 或者 福寺）
- 丐𦨭县 （湄公河小屋 （页面存档备份，存于））

所有队伍都从和平桥开始这段比赛。第一个路障中，一名队员需要用一根贴上小旗子的棍子从300只鸭子中分离出20只并赶到选定的栅栏里。完成后，每个队伍必须携带2只鸭子到丐𦨭县陆地市场，并将其交付给一个标记的摊位，以换取绕道线索。
在丐𦨭县陆地市场Kelly & Kate找到了减速障碍任务，她们必须在市场上运输20个蟾蜍到另一边的一个标记的摊位上，才能继续比赛。
绕道任务是在Hydrate或者Vibrate中选择一个。在Hydrate任务中，队员必须选一艘舢舨并装上60个椰子，沿着河流找到有标记的码头，卸下所有的货物并将其运送到附近的椰子水小屋。完成所有货物运送后，队员将获得下一个线索。在Vibrate任务中，队员需要前往Phuoc An Temple，在那里他们必须学习和正确地表演传统的越南鼓舞，以获得他们的下一个线索。
附加任务
- 在丐𦨭县的旅游码头，队员必须登记一辆水上計程車，第二天早上按照他们签署的顺序离开。
- 在水上市场，队员们将根据一份越南语的购物清单找到4种不同商品：一座陶瓷雕像，一罐腐乳，一篮水果和一袋10（22英磅）的大米。在收集所有货物后，他们要到渡轮码头附近的谭蓬岛找到谭先生并将货物交给他，以换取他们的下一个线索。
- 从谭蓬岛出发，队员需要乘坐渡轮回到丐𦨭县，他们会在渡轮码头找到他们的下一条线索。
- 绕道任务后，队员需要乘坐水上計程車到湄公河中继站。

### 第四段 （越南）
播放日期: 2016年7月19日

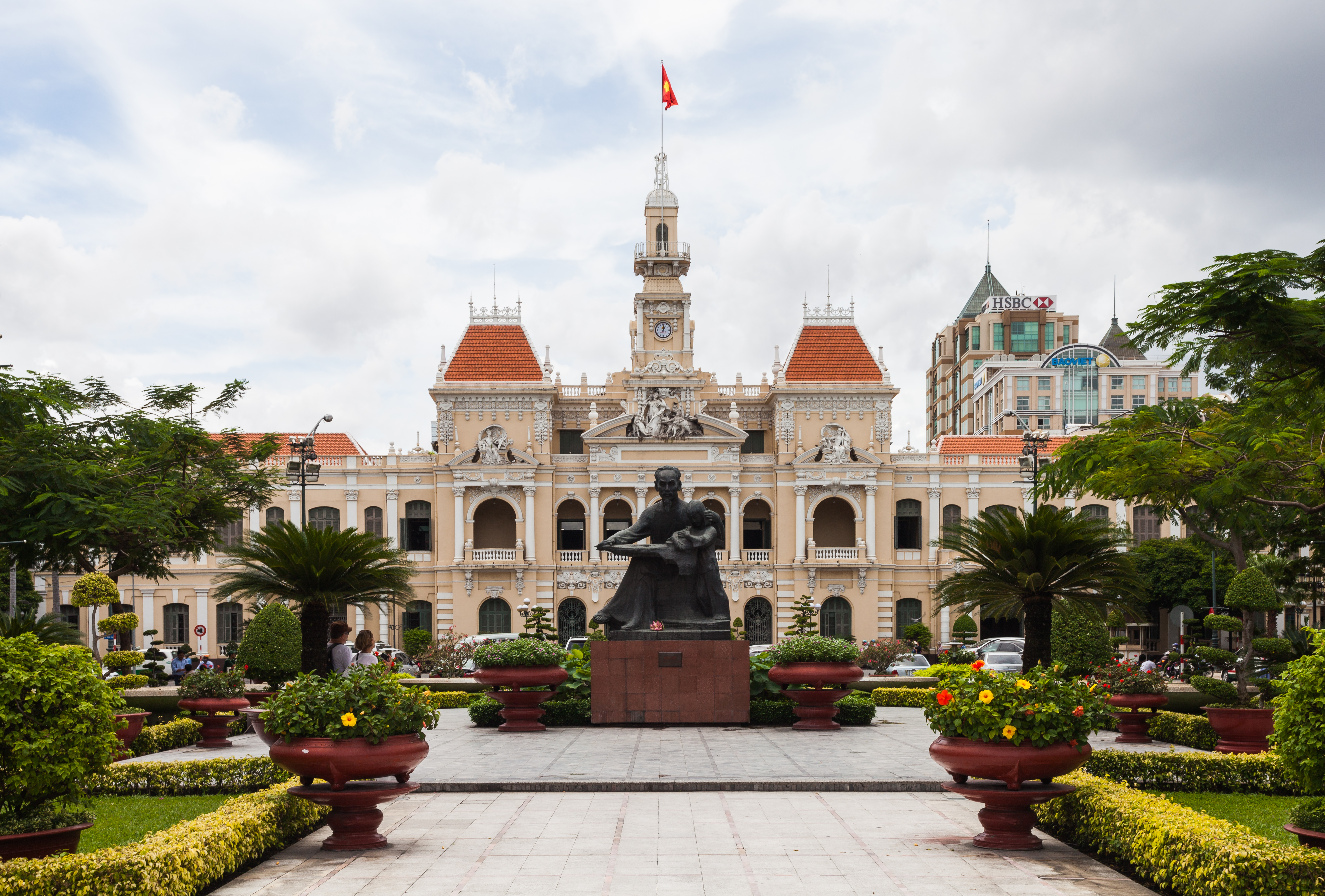
队员在胡志明市人民委員會大廳前面的广场结束了本段比赛

- 丐𦨭县 （湄公河旅游码头）
- 丐𦨭县 （丐𦨭县汽车站） 到 胡志明市 （西部汽车站）
- 胡志明市 （堤岸 – 堤岸天后廟）
- 胡志明市 （Lý Chính Thắng街和Nguyễn Thông街）
- 胡志明市
- 胡志明市 （第一郡 – A Sòi餐厅）
- 胡志明市 （Glow天空酒吧 （页面存档备份，存于） 或者 王国卡拉OK （页面存档备份，存于））
- 胡志明市 （胡志明市人民委員會大廳）

在路障任务中，一名队员需要使用仅以越南语编写的说明书以及示例车为参考，正确组装速克達摩托车。 一旦他们组装成功可以行驶，技工将会给他们下一个线索。
绕道任务是在V-Pop和Flip-Flop中选择一个。在V-Pop任务中，队员前往王国卡拉OK，每人需要正确记住越南歌曲“Shine Your Light”中的至少一节歌词，然后在观众面前进行演唱。如果歌曲演唱正确，一个女粉丝将会给队员下一个线索。在Flip-Flop任务中，队员前往Glow天空酒吧，在那里他们将观看专业调酒师的花式調酒演示，然后，队员必须完全复制调酒过程来调出鸡尾酒才能获得他们的下一个线索。
附加任务
- 在赛段开始的时候，队员必须从露天停车场到旅游码头乘坐水上出租车，然后前往丐𦨭县汽车站，乘坐一辆城際巴士3号线到胡志明市。
- 在天后廟，队员要选择两个鸟笼并放飞其中的小鸟，以获得下一条线索。
- 在A Sòi餐厅，队员要吃一盘油炸蟋蟀，蜈蚣，蠕虫和蝙蝠的越南食物。吃完整盘后，还会收到一个包含两只活红色象鼻虫幼虫（当地称为“椰子虫”）的盒子。 每个队员必须吃完一只椰子虫以得到他们的下一个线索。

### 第五段 （越南 → 不列颠哥伦比亚省）
播放日期: 2016年7月26日
- 胡志明市 （9月23日公园）

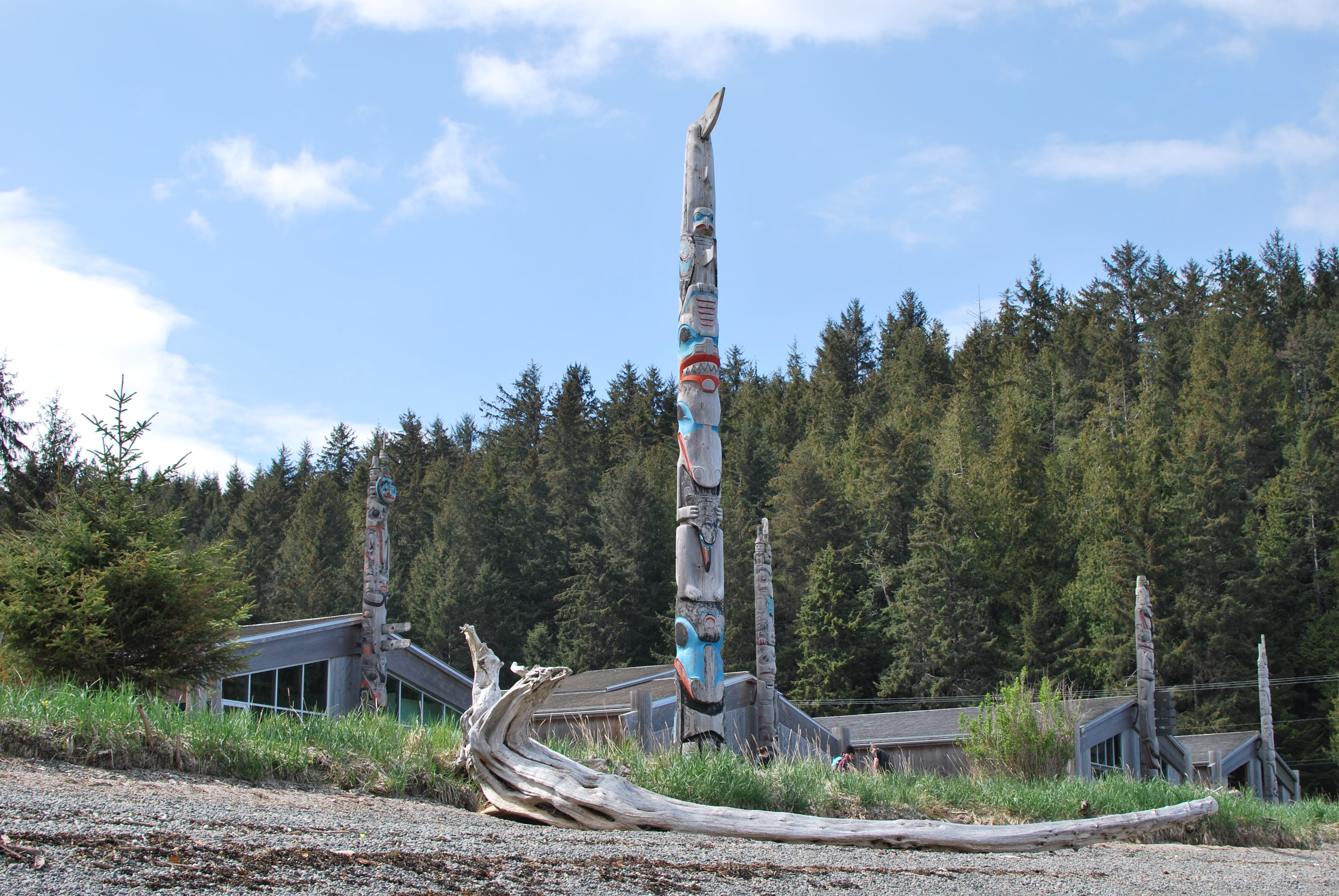
在不列颠哥伦比亚省海达瓜依，队员遇到了涉及海達族totem poles的路障

- 胡志明市 （新山一国际机场） 到 加拿大 不列颠哥伦比亚省 海达瓜依 桑兹皮特（英语：Sandspit, British Columbia） （桑兹皮特机场（英语：Sandspit Airport））
- 格雷厄姆島斯基盖特（英语：Skidegate） （海达遗产中心（英语：Haida Heritage Centre））
- 斯基盖特 （灵湖步道）
- （水上飛機） 夏洛特女王市（英语：Queen Charlotte, British Columbia） （夏洛特女王市港口） 到 鲁珀特王子港 （鲁珀特王子港/海豹湾水上机场（英语：Prince Rupert/Seal Cove Water Airport））
- 鲁珀特王子港 （市政府（英语：Prince Rupert City Hall） – 查尔斯·梅尔维尔·海斯（英语：Charles Melville Hays） 雕像）
- 鲁珀特王子港 （牛湾码头 （页面存档备份，存于））
- 爱德华港（英语：Port Edward, British Columbia） （北太平洋罐头厂 （页面存档备份，存于） 加拿大國家歷史遺址）

所有队伍都从9月23日公园开始这段比赛。第一个路障任务中，一个队员需要分别听六个海達族历史讲述者讲述在海达遗产中心外的六个图腾柱相关的故事以及相应雕刻家的名字：Ron Wilson ，Tim Boyko，Jim Hart，Guujaaw，Garner Moody 和 Norman Price。然后他们必须将附近海滩上的所有六个图腾柱与雕刻者的名字正确配对，以得到下一个线索。
第二个路障任务，队员要前往牛湾码头，乘坐每20分钟一班的水上出租车前往浮港湾中间的原木场。没有参与上个路障的队员需要选一条水道，学习驾驶装有推土機的拖船找到三个系有红丝带的木筏，并把它们运到调度区，成功运送三捆木材后，调度员将会给队员下一条线索。
附加任务
- 抵达桑兹皮特后，队员需要乘坐渡轮到达格雷厄姆島的斯基盖特港口，在那里选择一辆2016年雪佛兰Volt，作为海达瓜依部分的交通工具。 然后他们要前往海达遗产中心找到第一个路障的线索。
- 第一个路障任务后，队员要开车前往圣灵湖步道。进入原始森林在小道尽头找到拼图块，拼出两件当代海达艺术作品。 一旦两个图都完成，他们就将得到下一个线索。
- 线索指示队员要开车前往夏洛特皇后市的港口，并登上到沿海城市鲁珀特王子港的水上飛機，选择一辆2016年雪佛兰Camaro，作为其余部分的交通工具。然后，他们必须找到位于市政厅前面的城市创始人查尔斯·梅尔维尔·海斯（英语：Charles Melville Hays）的雕像。在这里，他们将找到第二个路障的线索。

### 第六段 （不列颠哥伦比亚省 → 安大略省）

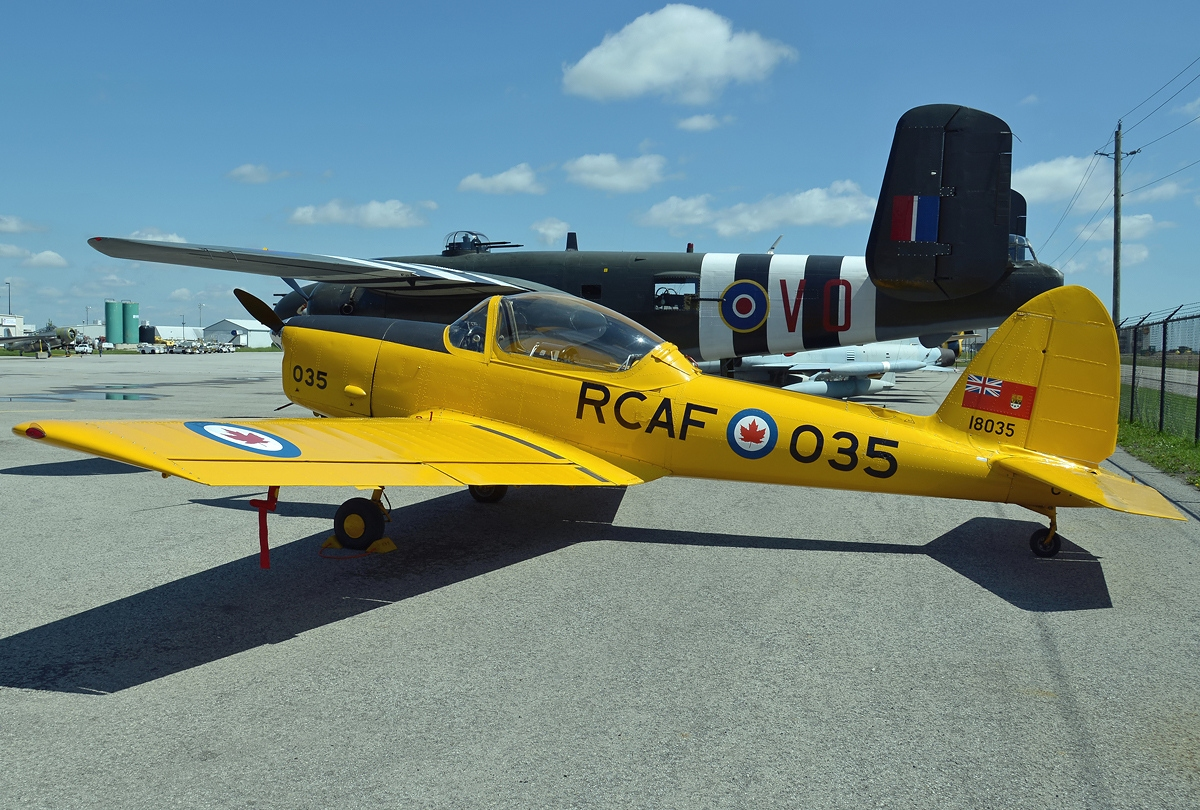
哈密尔顿的路障要求队员在Canadian Warplane Heritage Museum驾驶飞机飞行

播放日期: 2016年8月2日
- 鲁珀特王子港 （Sunken花园公园）
- 鲁珀特王子港 （鲁珀特王子机场（英语：Prince Rupert Airport）） 到 安大略省 大多倫多地區 （多倫多皮爾遜國際機場）
- 哈密尔顿 （市中心 – 滿地可銀行哈密尔顿分行）
- 哈密尔顿 （加拿大战机遗产博物馆（英语：Canadian Warplane Heritage Museum））
- 哈密尔顿 （海湾公园（英语：Bayfront Park (Hamilton, Ontario)））
- 哈密尔顿 （艺术酿造集合馆 （页面存档备份，存于） 或者 赫德尔海事服务处 （页面存档备份，存于））
- 哈密尔顿 （登顿城堡（英语：Dundurn Castle））

所有队伍都从鲁珀特王子港的Sunken花园公园开始这段比赛。在第一个路障任务中，一名队员在经过培训后将与飞行教练一起驾驶两座的哈维兰花栗鼠飞机飞行，在高度超过2,000英尺（610）后，队员将在维持速度不变，高度在1800至2200英尺之间的情况下操控飞机绕圈360度。当转完一圈后，教练会给出下一条线索。
绕道任务是在Art Rock和Dry Dock中选择一个。在Art Rock任务中，队员需要前往艺术酿造集合馆，在那里他们要使用版面模子以特定的顺序涂上彩色层重造一个喷漆艺术作品。如果他们的作品与给定的例子相匹配，那么他们可以把它带到酿造集合馆内交给Elliott BROOD乐队以获取他们的下一个线索。在Dry Dock任务中，队员需要前往赫德尔海事服务处，找到旱塢，在那里穿上保护装备，每个人必须正确焊接一块8英寸（20）的结构钢，一旦他们的两块钢通过检查，就将获得下一个线索。
附加任务
- 抵达多伦多后，队员需要前往哈密尔顿，参观比赛赞助商滿地可銀行哈密尔顿分行。每个队伍都在平板电脑上收到他们亲友的一条视频信息，通知他们下一个目的地：加拿大战机遗产博物馆。在那里他们将找到路障任务的线索。
- 路障任务后，队员要前往海湾公园，在那里他们必须参加比赛赞助商MEC的三项运动挑战。首先，他们要沿着一条小径骑自行車找到有标志的皮艇，然后他们要划皮艇穿越哈密尔顿港。最后，他们每个人都必须爬上一个户外攀岩牆，并在顶部摇响铃铛，以获得绕道任务的线索。

### 第七段 （安大略省）

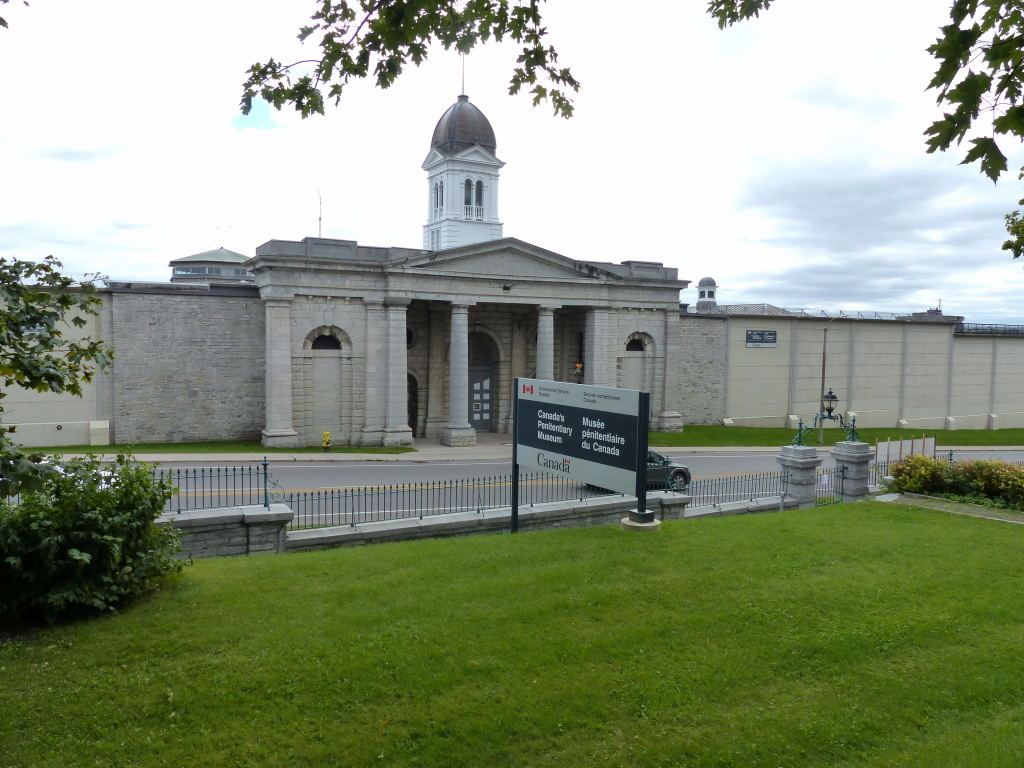
在金斯顿，队员访问了加拿大最古老的监狱之一金斯顿监狱，在其牢房中搜索线索信封

播放日期: 2016年8月2日&9日
- 伯灵顿 （奥尔德肖特GO站（英语：Aldershot GO Station）） 到 多伦多 （联合车站）
- 多伦多 （联合车站） 到 金斯顿 （金斯顿火车站（英语：Kingston railway station (Ontario)））
- 金斯顿 （斯普林格市场广场（英语：Kingston City Hall (Ontario)#Market Square））
- 金斯顿 （克拉伦斯街）
- 金斯顿 （皇后大學 – 尼克松田径场 或者 金斯顿游艇俱乐部（英语：Kingston Yacht Club））
- 金斯顿 （金斯顿监狱（英语：Kingston Penitentiary））
- 金斯顿 （贝勒瑜之家（英语：Bellevue House））
- 金斯顿米尔斯（英语：Kingston Mills） （丽都运河 – 金斯顿米尔斯船閘）

赛段的绕道任务是在On the Field和Offshore中选择一个。在On the Field任务中，队员要前往皇后大學尼克松田径场，然后穿上太空球完成一系列的足球技巧训练，包括翻滚、前后传球，最后射进由皇后大学女子足球队看守的球门。如果在25秒内完成任务，大学吉祥物Boo Hoo the Bear将给出下一条线索。在Offshore任务中，队员需要前往金斯顿游艇俱乐部，在那里他们必须按照给出的例子正确地组装一艘帆船。一旦装好，他们需要驾驶帆船到浮标处以获取线索并返回码头。
在路障任务中，队员要前往贝勒瑜之家，一名队员要装扮成加拿大第一任总理约翰·亚历山大·麦克唐纳，然后记住并正确地背诵麦克唐纳的政治演讲，其中包括提醒铃声，当演说获得观众支持后将给他们下一条线索。
附加任务
- 抵达金斯顿后，队员要前往市政厅前面的斯普林格市场广场，第二天早上9：30在那里会收到下一条线索。他们要在市场上搜索维德的枫树糖浆架，在那里找到线索。
- 线索指示队伍前往克拉伦斯街，在那里他们要找到6辆2016年雪佛兰克鲁兹（Chevrolet Cruzes）汽车和6台被锁住的平板电脑，队员必须正确对应四位车牌号和平板电脑箱子的锁，得到平板后，他们可以使用平板电脑上的myChevrolet应用程序来解锁车辆，这将作为其余部分的交通工具。
- 绕道任务之后的线索指示队伍前往金斯顿监狱，在那里他们遇到了双重回转。然后要进入监狱，并在400多个牢房中搜索他们的下一个线索。

### 第八段 （安大略省 → 古巴）

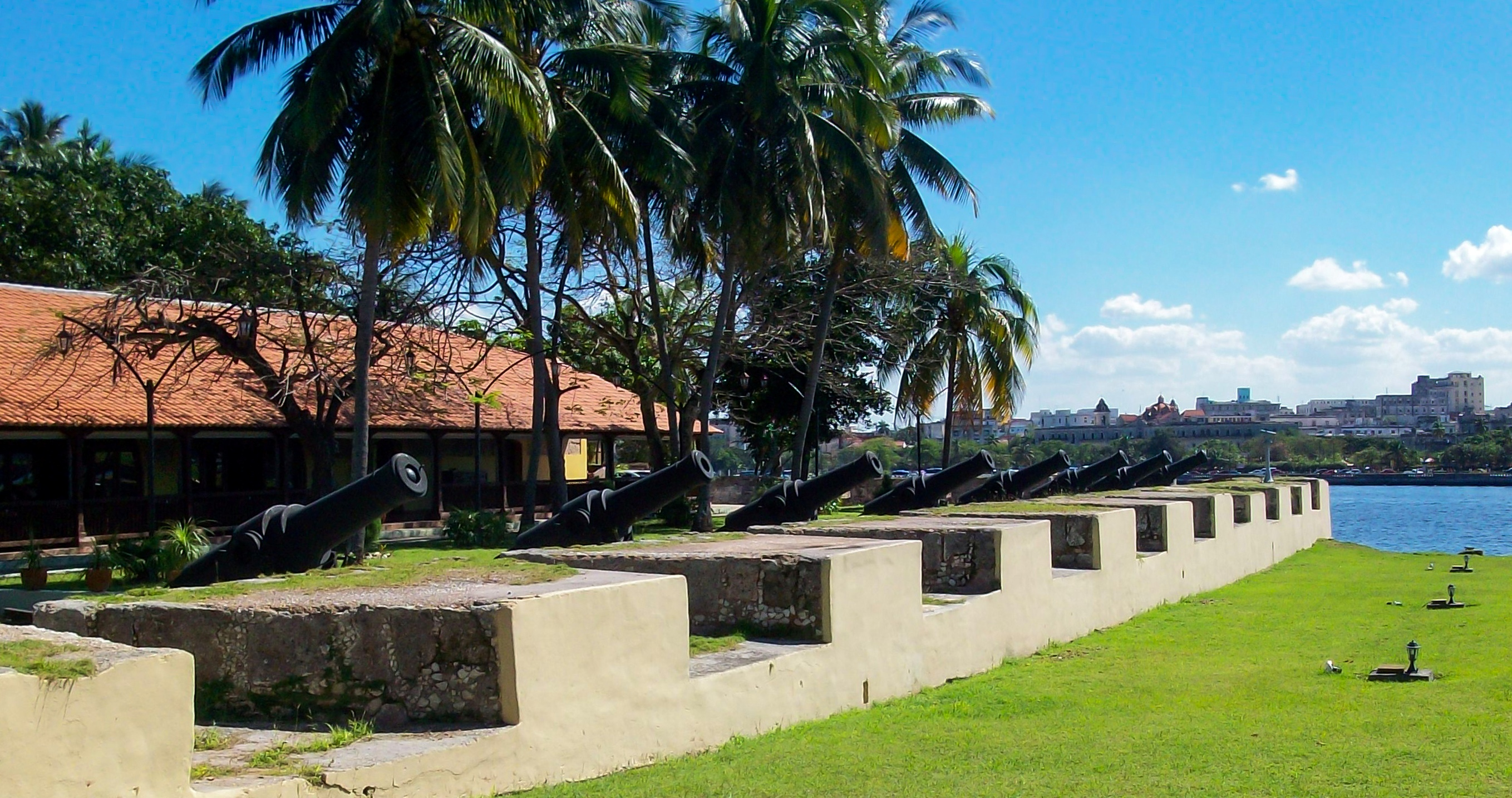
队员们在莫羅城堡旁可俯瞰哈瓦那旧城的La Divina Pastora餐厅结束了哈瓦那赛段的比赛

播放日期：2016年8月23日
- 金斯顿 （金斯顿市政厅（英语：Kingston City Hall (Ontario)））
- 金斯顿 （金斯顿火车站） 到 多伦多 （联合车站）
- 多伦多 （联合车站） 到 多伦多 （多伦多皮尔逊1号航站楼（英语：Toronto Pearson Terminal 1 Station））
- 多伦多 （多伦多皮尔逊国际机场） 到  古巴 哈瓦那 （何塞·马蒂国际机场）
- 哈瓦那 （皇家军队城堡（英语：Castillo de la Real Fuerza））
- 哈瓦那 （哈瓦那旧城 – 哈瓦那朗姆博物馆 （页面存档备份，存于） 和 洪堡公园 （页面存档备份，存于） 或者 洪堡公园）
- 哈瓦那 （哈瓦那旧城 – 暗箱观景台）
- 哈瓦那 （哈瓦那旧城 – Ambos Mundos酒店（英语：Hotel Ambos Mundos (Havana)））
- 哈瓦那 （東哈瓦那 – Playas del Este沙滩（英语：Santa María del Mar, Havana） （Mi Cayito）） 单行道
- 哈瓦那 （Pedrito's Max Brakes （页面存档备份，存于））
- 哈瓦那 （莫羅城堡 – La Divina Pastora餐厅）

所有队伍都从金斯顿市政厅开始这段比赛。绕道任务是在Sugar或者Shake中选择一个。在Sugar任务中，队员前往哈瓦那朗姆博物馆，使用手动磨床从甘蔗中提取15公升（3.3英制加侖；4.0美制加侖）的甘蔗汁。然后，他们要把提取出的两杯饮料送到洪堡公园的游客手里，返回俱乐部，得到他们的下一个线索。在Shake任务中，队员来到洪堡公园学习卡西诺萨尔萨舞。 一旦他们表演成功，将获得下一个线索。
在赛段的路障任务中，队伍需要前往Pedrito的Max Brakes，一名队员要观看演示，然后正确地用旧轮胎橡胶来制造三个发动机墊圈，以获得下一条线索。
附加任务
- 到达哈瓦那后，队员要前往皇家军队城堡寻找加拿大双桅纵帆船Bluenose的比例模型副本。找到后可以获得下一个线索。
- 在暗箱观景台，队员要听导游的讲解，并且找到Hotel Ambos Mundos酒店楼上极速前进的旗帜。导游会告诉他们，酒店的511房间是欧内斯特·海明威博物馆，在那里他们会找到下一个线索。
- 在对战任务中，队员参加沙滩排球比赛。先得十五分的队伍将获得下一个线索。输掉最后一轮的队伍必须等待沙漏罚时结束才能得到他们的线索。

### 第九段 （古巴 → 新斯科舍省）
播放日期：2016年8月30日

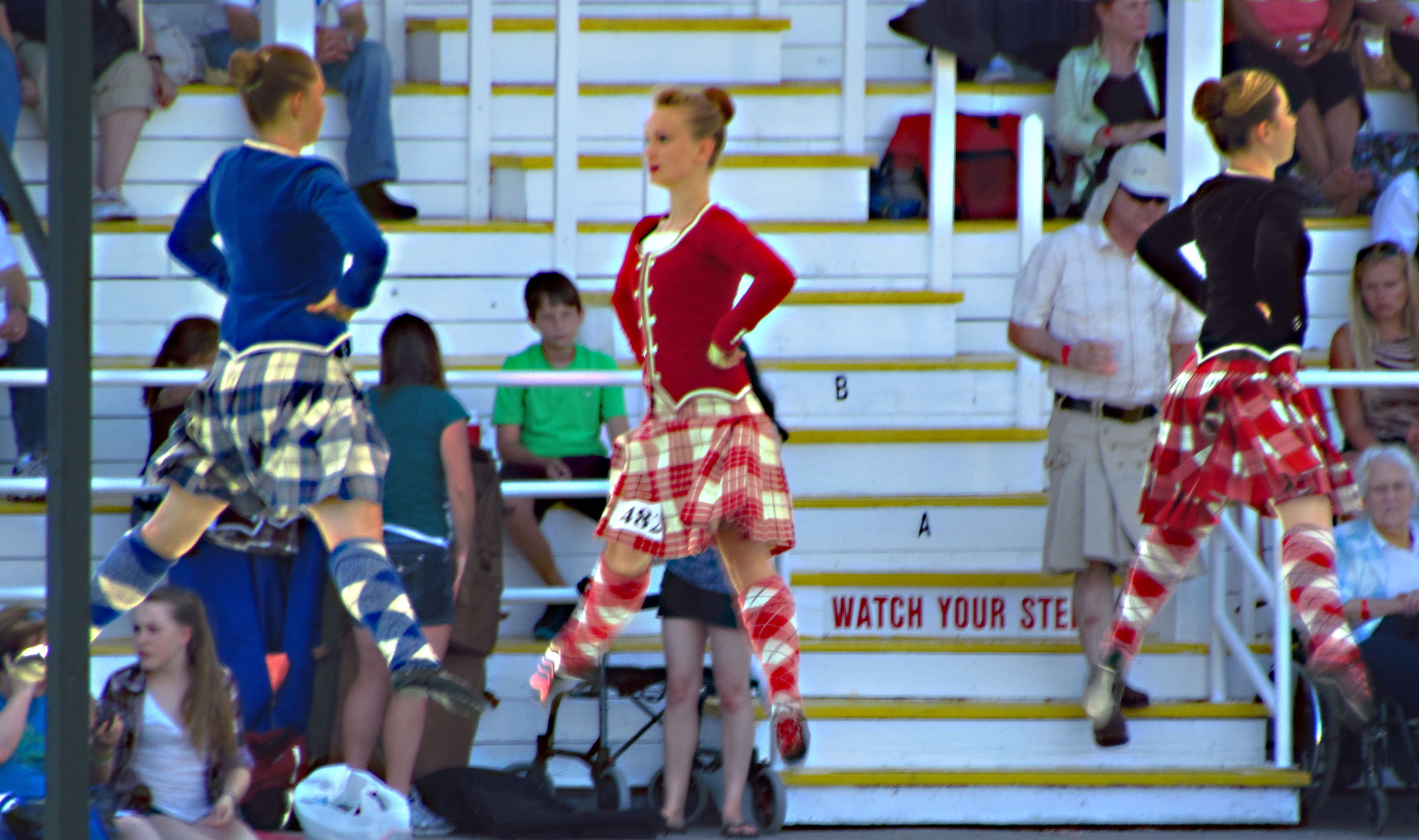
在布雷顿角岛的绕道Highland games中包括Highland dancing （图）的任务

- 哈瓦那 （何塞·马蒂国际机场） 到 加拿大 新斯科舍省 布雷顿角岛悉尼（英语：Sydney, Nova Scotia） （悉尼/ J.A.道格拉斯·麦柯迪机场（英语：Sydney/J.A. Douglas McCurdy Airport））
- 悉尼 （加拿大海岸警卫学院（英语：Canadian Coast Guard College））
  -  圣诞岛（英语：Christmas Island, Nova Scotia） （圣诞岛邮政）
- Iona（英语：Iona, Nova Scotia） （高地村博物馆（英语：Highland Village Museum/An Clachan Gàidhealach））
- Iona （高地村博物馆 – 黑房子（英语：Blackhouse））
- 路易斯堡（英语：Louisbourg, Nova Scotia） （路易斯堡堡垒（英语：Fortress of Louisbourg））
- 路易斯堡 （路易斯堡灯塔（英语：Louisbourg Lighthouse））

完成加拿大海岸警卫学院的任务后，Rita & Yvette找到了减速障碍任务，向位于下一个目的地附近的圣诞岛邮局递送2袋小学生的信件。然后，她们要为每个信封盖上圣诞邮戳才能继续比赛。
赛段的绕道任务都在高地村博物馆进行，是在Feel the Rhythm或者Feel the Burn中选择一个，这两个任务都要求穿着传统的蘇格蘭裙。在Feel the Rhythm任务中，队员必须向剧团学习并正确地表演一段传统的苏格兰高地舞蹈来获取下一个线索。在Feel the Burn任务中，队员要完成一系列三项高地游戏活动。首先，每个成员要投掷长木桩到指定的区域内。然后，每个人要携带或移动两个重的木桩（男性的较大），绕一个标记的路线2圈。最后，每个队员要投掷石头，使其落在两个目标之一上。完成所有这些活动后，他们将获得下一个线索。在绕道任务之后，队员从博物馆步行到黑房子，在那里他们遇到了双重回转。
附加任务
- 到达悉尼后，队员选择2016年雪佛兰马利布作为他们的交通工具。同时也被告知，他们的里程将使用青少年驾驶员系统功能来监测，而在这条赛段上驾驶最小总里程的队伍将在中继站获得5,000元奖金。Jillian＆Emmett 和 Frankie＆Amy 的里程数均为215（134英里），都获得奖金。
- 队伍开车到加拿大海岸警卫队学院，在那里他们选择一艘船参加海岸警卫队的救援演练。他们只能使用航海术语将船引导到两个标记的位置之一。在那里，一名队员要游泳去救起一个代表受害者的假人。回到岸边后，他们要把这个假人送到一辆等候的救护车上。如果正确进行救援，将会收到绕道任务的线索。
- 在路易斯堡堡垒，队员们要穿着法国的军服，把六个装满模拟火药的重木桶滚到山丘上的堡垒。完成这项工作后，还要给一个垛口上的加农炮点火开炮，才能获得下一个线索。

### 第十段 （新斯科舍省 → 新不倫瑞克省）

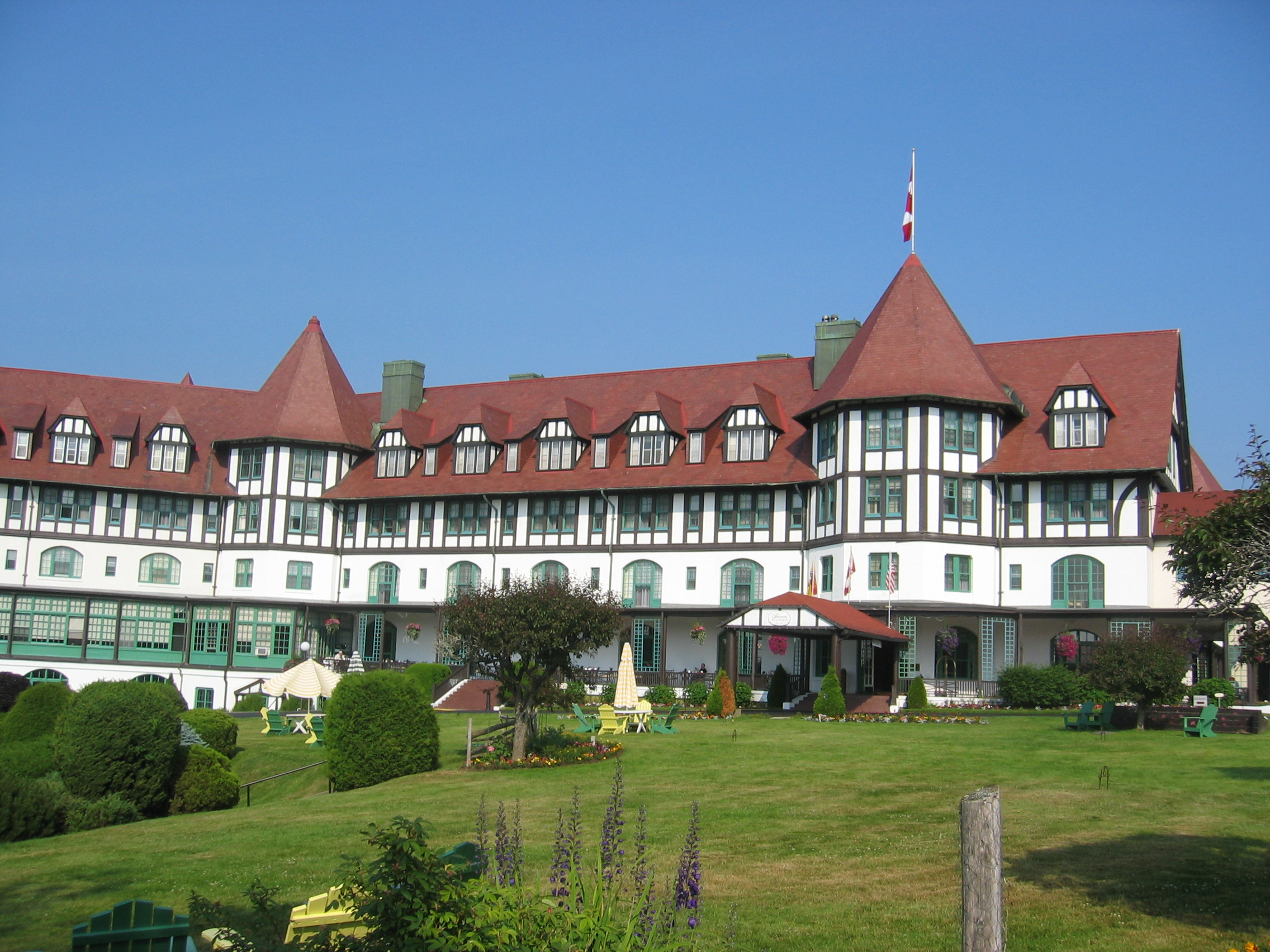
在新不倫瑞克省，队员在著名的阿尔冈昆度假村进行高尔夫球比赛，这是本季最后一场单行道对抗

播放日期：2016年9月6日
- 悉尼 （悉尼港（英语：Sydney Harbour (Nova Scotia)） 浮桥 – 商船水手纪念碑）
- 悉尼 到 新不倫瑞克省 圣约翰
- 圣约翰 （圣约翰市市场（英语：Saint John City Market））
- 圣约翰 （木斯赫德酿酒厂（英语：Moosehead Breweries） 或者 克罗斯比糖浆厂 （页面存档备份，存于））
- 圣安德鲁斯（英语：St. Andrews, New Brunswick） （阿冈昆度假村高尔夫俱乐部（英语：The Algonquin Resort St. Andrews By-The-Sea） – 12洞） 单行道
- 圣安德鲁斯 （金斯布雷园艺花园（英语：Kingsbrae Horticultural Garden））
- 圣安德鲁斯 （帕萨马科迪湾 – 印第安角）

所有队伍都从悉尼港浮桥上的商船水手纪念碑开始这段比赛。绕道任务是在1867或者1879中选择一个。在1867任务中，队员要前往木斯赫德酿酒厂，从五个有独特标记的啤酒瓶中选择一个，然后从流水线中拿够装满五箱，每箱24瓶的选定啤酒。完成后将得到下一个线索。在1879任务中，队员要前往克罗斯比糖浆厂，在那里他们必须遵循食谱来混合原料糖蜜制作太妃糖。原料加热后还需要用手拉糖到一定质感和色泽，当获得至少650克（23盎司）的太妃糖就可以获得下一个线索。
在路障任务中，队员要前往金斯布雷园艺园内的气味和灵敏度花园，参赛队员将在任务期间蒙上眼睛。他们将首先由他们的队友引导到花园的一边，然后记住15种植物的英文名字，每种植物可以根据独特的气味或纹理区分开来：藥用鼠尾草，蜜蜂花，柠檬天竺葵，母鸡带小鸡，北黄花菜，百里香，银蒿，荚果蕨，紫八宝，羽衣草，牛至，香蜂草，羊毛百里香，石竹和貓薄荷。然后，他们必须自己跟随一根导绳到花园的另一侧，通过触摸和嗅觉正确识别所有15种植物，以获得下一条线索。如果有任何不正确的话，他们将被带回到队友那里再试一次。
附加任务
- 队员需要登记两辆从悉尼开往新不倫瑞克省圣约翰的巴士中的一辆，每辆都有两支队伍。一旦到了那里，他们将在市中心寻找一辆2016年雪佛兰斯帕可汽车作为这条赛段的交通工具。
- 斯帕可车上的线索指示队伍前往圣约翰市场，找到一个赞助商的自助亭。在那里拿到五个礼品篮，要分别送到附近的不同酒店。查找酒店位置需要使用提供的平板电脑将每个礼品篮的交货标签上列出的搜索条件输入Hotels.com的app：圣约翰堡酒店，贝斯特韦斯特酒店，希尔顿圣约翰酒店，不伦瑞克三角洲酒店和豪生大酒店。一旦所有五个礼品篮都正确交付，他们要返回到报亭接收绕道任务的线索。
- 赛段有本季第二次对抗任务。队伍开车到圣安德鲁斯镇，然后前往阿冈昆度假村高尔夫俱乐部。在第12洞进行高爾夫球比赛。每轮队员轮流击球进洞，以较少杆数使球进洞的队伍将赢得比赛获得下一个线索。输掉最后一轮的队伍必须等待沙漏罚时结束才能得到他们的线索。
- 在路障任务之后，队员要在斯帕可车上使用免提的OnStar功能来打电话给主持人乔纳森·蒙哥马利，乔纳森·蒙哥马利会告诉他们在帕萨马科迪湾（印第安角）岸边寻找中继站。

### 第十一段 （新不倫瑞克省 → 魁北克省）

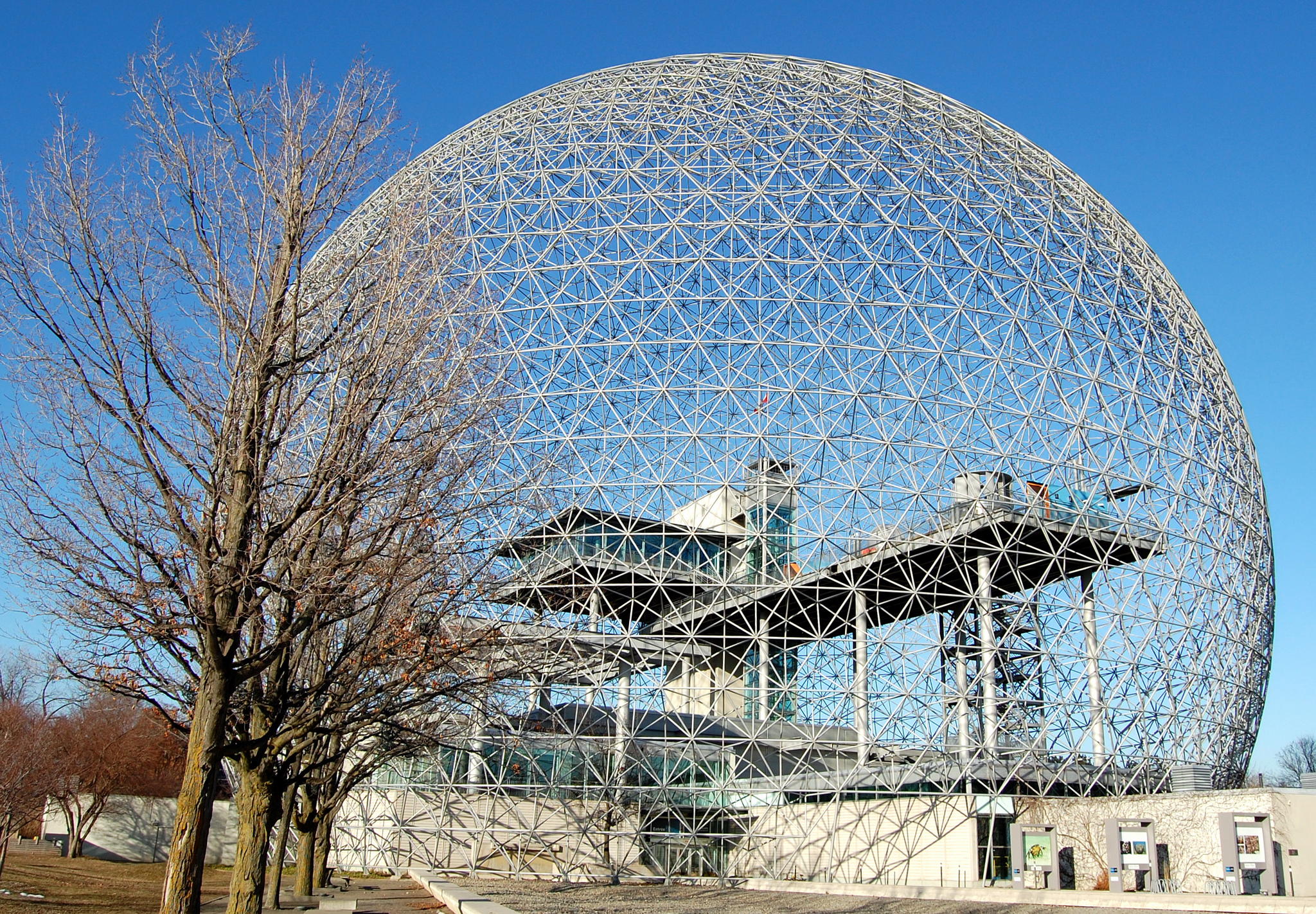
比赛最后一个路障任务是在Saint Helen's IslandMontreal Biosphère进行

播放日期：2016年9月13日
- 圣约翰 （圣约翰机场（英语：Saint John Airport）） 到 魁北克省 蒙特利尔 （蒙特利尔皮埃尔·埃利奥特·特鲁多国际机场）
- 圣米歇尔（英语：Saint-Michel, Montreal） （太陽劇團世界总部）
- 蒙特利尔 （蒙特利尔银行总部（英语：Bank of Montreal Head Office, Montreal））
- 蒙特利尔 （圣海伦岛（英语：Saint Helen's Island） – 蒙特利尔生态球（英语：Montreal Biosphère））
- 蒙特利尔 （圣维特尔百吉饼店（英语：St-Viateur Bagel））
- 蒙特利尔 （时刻工厂（英语：Moment Factory））
- 蒙特利尔 （皇家山 – Kondiaronk Belvedere）

在这条赛段的第一个路障任务中，队伍前往圣海伦岛的蒙特利尔生态球里的环境博物馆。在球内，参赛队员要使用机械升降机爬上博物馆150英尺（46）高的观景台，横向穿过球的内部，最后从球外部下降找到在球体外部的下一条线索。
在比赛最后一个路障任务中，队伍前往圣维特尔百吉饼店。没有参与第一个路障任务的成员，必须按照一个特定的顶部到底部的顺序，将蒙特利尔风格的百吉饼放在棍子上，每个订单要送三根棍子。然后，他们必须徒步运送到达米尔恩德周边地区的三个地点。 如果百吉饼没有按正确顺序放置，顾客不会接受。一旦所有百吉饼运送成功，他们要返回圣维特尔接收下一条线索。
附加任务
- 到达蒙特利尔后，队伍前往圣米歇尔山的太陽劇團的世界总部。他们要穿着表演服装完成一系列三个太阳剧团的技巧动作，每个队员必须至少表演一项。首先，一名队员利用蹦极绳索反弹，以获得足够的动力来抓住高空吊架。接下来，一名队员要踩上一个平衡大球从工作室一头前往另一头。最后，一名队员要爬到一个直立杆的顶端拿线索。一旦所有三个动作成功完成，就会获得下一个线索。
- 线索指示队伍前往蒙特利尔银行原始总部，在那里他们会获得有关BMO历史的编码信息，要使用編碼簿进行破译。然后，他们将已解码的信息告诉银行柜员。如果正确，他们会收到一个钥匙，可以进入保险库，并解锁一个包含他们的下一个线索的保險箱。
- 第二个路障任务线索指示队伍前往时刻工厂。在显示加拿大，越南和古巴地图的计算机控制屏幕上，到过的城市被突出显示，队员需要把在整个比赛中听到或看过的短语（口语，标题，路障提示，地名等等），与相应的赛段相匹配，并把其安放到交互屏幕的正确位置，每个赛段1个。其中包括许多误导性的短语。一旦所有11个短语都正确匹配，他们就将得到最后的线索。

## 评价
观看次数包括首播观看加上7天DVR播放。
| 集数 | 标题                                         | 播放日期      | 观众 （百万） | 周排名 | 参考   |
| ---- | -------------------------------------------- | ------------- | ------------- | ------ | ------ |
| 1    | "Who's Ready to Let It All Hang Out?         | 2016年6月28日 | 2.053         | 1      | [ 5 ]  |
| 2    | "Deal Guys? Deal! Deal!"                     | 2016年7月5日  | 1.989         | 1      | [ 6 ]  |
| 3    | "Toads! Are You Kidding Me?"                 | 2016年7月12日 | 1.823         | 2      | [ 7 ]  |
| 4    | "Shine Your Light"                           | 2016年7月19日 | 1.860         | 2      | [ 8 ]  |
| 5    | "The Little Blind Tugboat That Could"        | 2016年7月26日 | 1.945         | 1      | [ 9 ]  |
| 6    | "Am I Actually Operating the Plane?"         | 2016年8月2日  | 1.585         | 4      | [ 10 ] |
| 7    | "I Could Be Prime Minister"                  | 2016年8月9日  | 1.676         | 3      | [ 11 ] |
| 8    | "Top 20 Moments"                             | 2016年8月16日 | N/A           | >30    | [ 12 ] |
| 9    | "I Just Wanna Win"                           | 2016年8月23日 | 1.789         | 1      | [ 13 ] |
| 10   | "For Those About to Rock"                    | 2016年8月30日 | 1.790         | 1      | [ 14 ] |
| 11   | "We're Doing It Wrong! We're In Big Trouble" | 2016年9月6日  | 1.851         | 1      | [ 15 ] |
| 12   | "Second Place Isn't Good Enough"             | 2016年9月13日 | 2.144         | 1      | [ 16 ] |
| 13   | "After The Race"                             | 2016年9月13日 | 0.794         | 21     | [ 16 ] |

- 第六集“Am I Actually Operating the Plane?”，第七集“I Could Be Prime Minister”在2016年夏季奧林匹克運動會期间播出。